# Mercedes Cup 1986
Il Mercedes Cup 1986 è stato un torneo di tennis giocato sulla terra rossa. È stata la 9ª edizione del Mercedes Cup, che fa parte del Nabisco Grand Prix 1986. Si è giocato a Stoccarda in Germania, dall'8 al 14 settembre 1986.

## Campioni

### Singolare
Martín Jaite ha battuto in finale  Jonas Svensson con il punteggio di 7–5, 6–2

### Doppio
Hans Gildemeister /  Andrés Gómez hanno battuto in finale  Mansour Bahrami /  Diego Pérez con il punteggio di 6–4, 6–3